# Cláudia Maria Pastor
Cláudia Maria Pastor (Barão de Cocais, 15 luglio 1971) è un'ex cestista brasiliana.

## Carriera
Con il Brasile ha disputato i Giochi olimpici di Atlanta 1996.